# P. K. Mahanandia

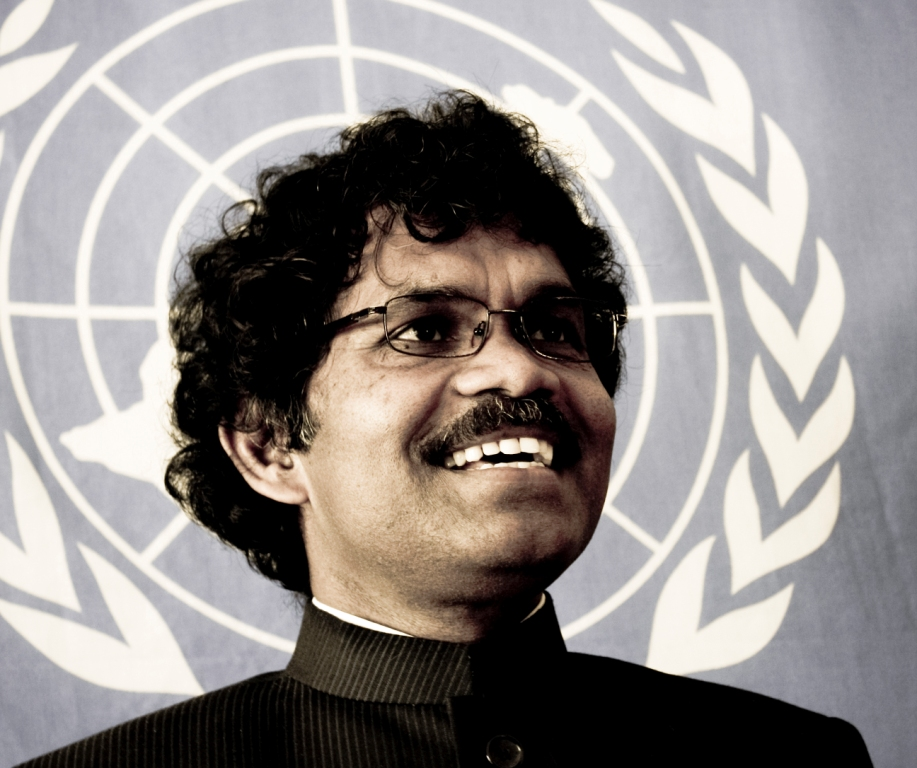
P. K. Mahanandia

P. K. Mahanandia (auch Pikay Mahanandia, eigentlich Pradyumna Kumar Mahanandia; * 1949 in Athmallik) erfuhr Bekanntheit durch seine Fahrt im Jahr 1977 mit dem Fahrrad von Neu-Delhi in Indien nach Göteborg in Schweden, um dort seine Liebe Charlotte (Lotta) von Schedvin wiederzusehen. Die Geschichte dieser 7000 Kilometer währenden Reise, bei der er drei Fahrräder verschliss, wurde 2015 von Per J. Andersson im Buch Vom Inder, der mit dem Fahrrad nach Schweden fuhr, um dort seine große Liebe wiederzufinden – Eine wahre Geschichte, Originaltitel New Delhi – Borås: den osannolika berättelsen om indiern som cyklade till Sverige för kärlekens skull, beschrieben.

## Leben
Pradyumma Kumar Mahanandia, genannt „Pikay“ (P. K.) wurde 1949 in Athmallik, einem Dorf im Bundesstaat Odisha im Osten Indiens, als Sohn eines Mitarbeiters der Post und einer Weberin geboren. Sein genaues Geburtsdatum ist unbekannt. Der Dorfastrologe sagte bei der Geburt voraus, der Junge werde eines Tages ein Mädchen heiraten, das weder aus dem Dorf noch aus dem Land stamme. Das Mädchen werde musikalisch sein und außerdem einen Dschungel besitzen und im Zeichen des Stiers geboren worden sein.
Pikay wuchs mit zwei älteren Brüdern in ärmlichen Verhältnissen auf. Seine Familie gehörte zu den Dalits. Den Unterricht während seiner Schulzeit musste er außerhalb des Klassenraumes (nur ein Dach, aber keine Mauern) verfolgen. Aufgrund des Interesses für bildende Künste und Wissenschaft folgte Pikay dem Rat seines Bruders und versuchte, an der Visva-Bharati-Universität zu studieren, konnte aber die erforderlichen Studiengebühren nicht bezahlen. Die Regierung Odishas ermöglichte ihm schließlich durch ein Stipendium das Studium am Delhi College of Arts. Aufgrund von Schwierigkeiten mit dem Stipendium lebte Pikay während des Studiums eine lange Zeit auf den Straßen Delhis. Als eine kleine Einkommensquelle nutzte Pikay sein Zeichentalent, indem er in den Abendstunden am Brunnen des Connaught-Platzes in Neu-Delhi mit dem Spruch „zehn Minuten, zehn Rupien“ Porträtzeichnungen anfertigte, wobei er immer wieder von der Polizei weggeschickt wurde.
Bekanntheit erlangte er mit dem Zusammentreffen mit der ersten Kosmonautin Valentina Tereschkova am 26. Januar 1975. Als deren Kolonne bei einem Besuch Indiens auf dem Weg vom Flughafen ins Zentrum Neu-Delhis anhalten musste, überreichte Pikay Mahanandia den Begleitern eine Skizze für die weiße Frau, die er für die Frau aus der Prophezeiung hielt. Valentina Tereschkova traf sich mit ihm am folgenden Tag in Begleitung der Presse. Durch die Berichterstattung über dieses Treffen, tituliert als „ein Junge aus dem Dschungel traf die Frau aus dem Weltraum“ erhielt P. K. Mahanandia in der Folge eine Einladung der damals amtierenden indischen Premierministerin Indira Gandhi, sie bei sich zu Hause zu porträtieren. Durch die zunehmende Bekanntheit forderte Delhis Gouverneur die Polizei auf, die Belästigungen gegen Pikay einzustellen, und ließ Generatoren zur Beleuchtung der Staffelei installieren, damit er auch in der Nacht arbeiten konnte.
Am Abend des 17. Dezember 1975 bat die junge Schwedin Charlotte von Schedvin, von Pikay porträtiert zu werden. In einem Interview erklärte Pikay, dass er nicht einmal nach ihrem Namen gefragt habe, sondern nur, ob sie im Mai geboren sei und einen Wald besitze, was sie bejahte und ihn damit an die Prophezeiung erinnerte. „Lotta“ von Schedvin und Pikay verbrachten die nächsten Tage miteinander. Schon nach wenigen Treffen hielt Pikay um die Hand von Lotta an. Keine drei Wochen später fuhren sie gemeinsam ins heimatliche Dorf von Pikay, um den Segen des Vaters zu erhalten. Lotta fuhr danach wieder zurück nach Schweden. Eineinhalb Jahre währte die Brieffreundschaft, bevor Pikay sich 1977 entschloss, Lotta nachzureisen. Zuvor hatte Pikay es abgelehnt, Geld von Lotta für die Reise anzunehmen. Er konnte sich nur ein Fahrrad leisten, das er für 60 Rupien (damals 60 US-Dollar) am Connaught-Platz von Delhi erwarb. Eine Vielzahl von Begegnungen und Schicksalsschlägen begleiteten ihn auf seiner vier Monate und drei Wochen langen Reise von über 7000 Kilometer nach Schweden.
Beide leben heute im schwedischen Borås auf einem alten Bauernhof und haben zwei erwachsene Kinder. P. K. Mahanandia ist heute noch als Künstler tätig.

## Die Reise mit dem Fahrrad
Eineinhalb Jahre nach dem letzten Treffen zwischen Pikay und Lotta in Indien entschloss sich dieser 1977, Lotta in Schweden zu besuchen.
Er kaufte ein Fahrrad am Connaught-Platz für 60 Rupien (zu dieser Zeit ungefähr 60 US-Dollar). Trotz des Ruhms verdiente er kein großes Geld. Er flog nach Kabul mit einem geschenkten Flugticket und fuhr dann mit dem Fahrrad durch Teheran und Istanbul nach Wien, wo er einige Gemälde an einen Galeristen für ein paar Schilling und ein Zugticket verkaufte.

### Fahrradroute
Neu-Delhi (Indien)
Amritsar (Indien)
Kabul (Afghanistan)
Kandahar (Afghanistan)
Herat (Afghanistan)
Maschad (Iran)
Sari (Iran)
Teheran (Iran)
Täbris (Iran)
Ankara (Türkei)
Istanbul (Türkei)
Wien (Österreich)
Hamburg (Deutschland)
Kopenhagen (Dänemark)
Göteborg (Schweden)
Borås (Schweden) – Ankunft am 28. Mai 1977